# Griechische Griechisch-katholische Kirche
Die Griechische griechisch-katholische Kirche ist die katholische Ostkirche des byzantinischen Ritus in Griechenland. Sie ist daher mit der römisch-katholischen Kirche uniert und erkennt den Papst als ihr geistliches Oberhaupt an. Die Sprache der Liturgie ist Griechisch.
Die Kirche umfasst etwa 6.000 Gläubige, hauptsächlich in Griechenland.

## Gliederung
Die Griechische Griechisch-katholische Kirche besteht aus zwei Apostolischen Exarchaten:
| Jurisdiktionen                      | Staat        | Kirchenprovinz                                   | Sitz                           | Oberhaupt                              | Gläubige | Pfarreien | Diözesan- priester | Ordens- priester | Ordens- brüder | Ordens- schwestern | Ständige Diakone |
| ----------------------------------- | ------------ | ------------------------------------------------ | ------------------------------ | -------------------------------------- | -------- | --------- | ------------------ | ---------------- | -------------- | ------------------ | ---------------- |
| Apostolisches Exarchat Griechenland | Griechenland | direkt dem Heiligen Stuhl unterstellt (immediat) | Athen                          | Manuel Nin OSB Exarch von Griechenland | 6.000    | 3         | 7                  | 0                | 0              | 11                 | 0                |
| Apostolisches Exarchat Istanbul     | Türkei       | direkt dem Heiligen Stuhl unterstellt (immediat) | Stadtteil Beyoğlu von Istanbul | vakant                                 | 00.16    | 1         | 0                  | 0                | 0              | 0                  | 0                |
| Gesamt                              | Gesamt       | Gesamt                                           | Gesamt                         | Gesamt                                 | 6.016    | 4         | 7                  | 0                | 0              | 11                 | 0                |
| Stand 2016                          |              |                                                  |                                |                                        |          |           |                    |                  |                |                    |                  |

## Geschichte
Dass „griechisch“ den byzantinischen Ritus bezeichnet, hat historische Wurzeln in der Entwicklung der Ostkirchen aus den griechischsprachigen Urkirchen in Ostrom (in Unterscheidung zur „lateinischen“ Kirche Westroms). Daher spricht man im Deutschen von „griechisch-orthodox“ für dem Ökumenischen Patriarchat unterstehenden, und von „griechisch-katholisch“ für die rom-unierten Byzantiner. Von diesen gibt es heute mehrere Ritussprachen (neben der Nationalsprache häufig noch Koine-Griechisch oder Kirchenslawisch), daher bezeichnet man die Katholische Ostkirche der Griechen als „griechisch griechisch-katholisch“.
Die Griechische griechisch-katholische Kirche als solche entstand 1859 und 1860 durch die Union von Konstantinopel mit Thrakien und Makedonien im Osmanischen Reich. Am 11. Juni 1911 wurde von Papst Pius X. ein Apostolisches Exarchat des europäischen Teils des Osmanischen Reichs begründet. 1922, nach Ende des türkischen Befreiungskrieges (Griechisch-Türkischer Krieg), flüchtete der Exarch nach Athen, das dortige Ordinariat wurde 1923 das Apostolische Exarchat Griechenland. Später wurde 1932 das Türkische Exarchat in Apostolisches Exarchat Istanbul umbenannt.
Die Diözese Griechenland umfasst um die 2.500 Gläubige. Die griechisch-katholische Kirche in der Türkei ist durch Vertreibung respektive Auswanderung ins Mutterland und die Diaspora fast völlig verschwunden, heute werden nur mehr 25 Gläubige in einer Pfarre vermerkt. Daher versteht man heute unter „Griechische griechisch-katholische Kirche“ durchwegs die griechisch-katholische (rom-unierte) Kirche in Griechenland.
Die rom-unierten griechischsprachigen byzantinischen Gläubigen in der Diaspora unterstehen der lokalen römisch-katholischen Hierarchie oder speziellen Ordinarien.

## Weblink
- Kleine Darstellung der Griechisch-Katholischen Kirche in Griechenland (www.damian-hungs.de)